# 박재명
박재명(朴財明, 1981년 12월 15일~)은 대한민국의 육상 선수로 주 종목은 창던지기이다. 평창군 출신으로  한국체육대학교를 졸업했고 태백시청을 거쳐 대구광역시청 소속으로 뛰었다. 2004년 하계 올림픽 직전 세계 정상급 선수들의 기록에 근접한 83.99m의 대한민국 신기록을 세우며 기대를 모았지만 72m 70의 저조한 기록으로 예선 탈락에 그쳤다. 2006년 도하에서 열린 2006년 아시안 게임에서 79m 30의 기록으로 육상에서 유일하게 금메달을 획득하는 데 성공했다. 베이징에서 열린 2008년 하계 올림픽에도 출전했으나 예선에서 탈락하고 말았다.

## 주요 성적
| 날짜             | 종목     | 대회                | 장소   | 순위 | 기록   | 기타        |
| ---------------- | -------- | ------------------- | ------ | ---- | ------ | ----------- |
| 2002년 4월 17일  | 창던지기 | 전국실업육상선수권  | 동해   | 1위  | 80m 96 | 한국 신기록 |
| 2003년 4월 23일  | 창던지기 | 전국종별육상선수권  | 전주   | 1위  | 81m 46 | 한국 신기록 |
| 2004년 3월 13일  | 창던지기 | 뉴질랜드 육상선수권 | 웰링턴 | 1위  | 83m 99 | 한국 신기록 |
| 2004년 8월 26일  | 창던지기 | 아테네 올림픽       | 아테네 | 29위 | 72m 70 |             |
| 2006년 12월 12일 | 창던지기 | 도하 아시안게임     | 도하   | 1위  | 79m 30 |             |
| 2008년 8월 21일  | 창던지기 | 베이징 올림픽       | 베이징 | 17위 | 76m 63 |             |

## 개인 최고 기록
| 종목     | 기록   | 날짜         | 대회                 | 장소            | 기타 |
| -------- | ------ | ------------ | -------------------- | --------------- | ---- |
| 창던지기 | 83m 99 | 2004. 03. 13 | 뉴질랜드 육상 선수권 | 뉴질랜드 웰링턴 | NR   |